# 데노수맙
데노수맙(denosumab), 상품명 프롤리아(Prolia), 엑스지바(Xgeva)는 골다공증, 치료 유도성 골손실, 암의 뼈 전이, 골거대세포종 등의 치료에 이용되는 사람 단클론 항체이다.
저칼슘혈증이 있는 경우 데노수맙 사용이 금기시된다. 흔한 부작용에는 팔다리의 관절통, 근육통이 있다.
데노수맙은 RANKL 억제제로, 뼈흡수를 일으키는 세포인 파골세포의 발달을 막는 방식으로 작용한다. 생명공학기술 기업인 암젠에서 개발하였다.

## 의학적 사용
데노수맙은 골절의 위험이 높은 골다공증 환자, 특정 약물로 인해 골손실이 생긴 환자, 암의 뼈전이가 일어난 환자의 치료에 사용된다.

### 암
2012년의 메타분석에서는 데노수맙이 비스포스포네이트의 일종인 졸레드론산과 파미드로네이트를 사용한 대조군보다 암 환자의 골절 위험을 감소시키는 데에 효과가 좋다고 밝혔다.

### 골다공증
폐경후 골다공증 환자에서 데노수맙의 골절 위험은 줄여 주지만 감염 위험을 높인다. 2013년의 연구에서는 데노수맙이 월경후 골다공증에 대한 합리적인 치료 방법이라고 결론 내렸다. 2017년의 문헌고찰에서는 남성에 대한 치료 효과는 찾지 못했다고 밝혔다.

## 부작용
가장 흔한 부작용은 팔다리의 관절통과 근육통이다. 연조직염 등의 감염, 저칼슘혈증, 과민성 알레르기 반응, 턱뼈괴사, 비정형 대퇴골절 등의 위험도 증가한다. 또 다른 시험에서는 습진과 피부 감염으로 인한 입원이 크게 증가했다고 밝혔다. 데노수맙 치료로 인한 감염 증가는 RANKL이 면역계에서 하는 역할과 관련이 있을 수 있다고 제안되었다. 보조 T세포가 RANKL을 발현하며, RANKL은 수지상세포의 성숙에도 관여한다고 생각된다.
데노수맙 치료 중 줄어들어 있던 뼈의 교체율이 데노수맙을 끊으면 다시 증가할 수 있다. 드물게는 심각한 고칼슘혈증으로 이어질 수 있으며, 특히 소아에서 나타날 수 있다. 치료를 끊었을 때 척추의 압박골절도 보고된 바 있다.

## 금기증과 상호작용
저칼슘혈증이 있는 환자에게는 사용이 금기시되므로, 데노수맙 치료를 시작하기 전에 칼슘과 비타민 D 농도를 충분한 수준까지 도달시켜야 한다. 다른 약물과의 상호작용에 관한 정보는 잘 정립되어 있지 못하다. 데노수맙이 어떤 임상적으로 주요한 약물 상호작용을 일으키지는 않는 것으로 여겨진다.
데노수맙은 파골세포로 인한 과도한 뼈의 제거를 일으키는 호르몬 전달을 낮추는 방식으로 작용하며, 체내에서 단 6개월 동안만 활성을 나타낸다. 비스포스포네이트와 비슷하게 데노수맙은 치과나 구강 수술 후 턱뼈괴사의 위험을 높이는 것으로 보인다. 그러나 비스포스포네이트와 다르게 데노수맙은 데노수맙 치료 이후 약 6개월이 경과하면 턱뼈괴사 위험이 0까지 줄어든다. 따라서 데노수맙 치료 후 6개월 동안은 침습적인 치과 시술을 피해야 한다.

## 작용 기전
골재형성은 신체가 계속 오래된 뼈 조직을 제거하여 새로운 뼈 조직으로 대체하는 과정이다. 여러 가지 세포들이 골재형성에 관여하지만 가장 중요한 세포는 새로운 뼈를 만드는 조골세포와 뼈를 분해하는 파골세포이다.
파골세포의 전구세포인 파골전구세포(pre-osteoclast)는 표면에 RANK라는 수용체를 발현한다. RANK는 종양괴사인자 수용체(TNFR) 슈퍼패밀리의 구성원 중 하나이다. RANK는 조골세포 표면 분자인 RANKL(RANK 리간드)에 의해 활성화된다. RANKL에 의해 RANK가 활성화되면 파골전구세포가 파골세포로 성숙이 촉진된다. 데노수맙은 RANKL에 결합하여 RANKL을 억제하는 방식으로 파골세포의 성숙을 막는다. 데노수맙은 내인성 RANKL 억제제인 오스테오프로테게린의 자연적인 작용을 모방한다. 이때 오스테오프로테게린은 골다공증 환자에서 그 농도가 줄어들어 있으므로 데노수맙이 이를 대신한다. 따라서 데노수맙은 뼈가 분해되는 것을 방지하여 질환의 진행에 대응할 수 있도록 돕는다.